# Секчов (річка)
Секчов (словац. Sekčov) — річка в Словаччині, ліва притока Ториси, протікає в округах Бардіїв і Пряшів.
Довжина — 41.7 км; площа водозбору 355,4 км².
Бере початок в масиві Чергівські гори біля села Гертник на висоті 740 метрів. Впадають річки
- Глибокий потік
- Грабовець;
- Ладянка;
- Пастовнік
- Сольний потік
- Фрічковський потік
- Шебастовка[2].
- Шалговицький потік

Впадає у Торису на території міста Пряшів на висоті 234 метри.